# Ochota
Ochota (od slovesa chtít) je vůle podstoupit nějaký úkon, který je přinejmenším v nějakém smyslu nepříjemný nebo s nímž je spojeno riziko ztráty nějaké subjektivně ceněné vlastnosti. Slovo se velice často používá jako vyjádření vůle bytosti (entity používající přirozenou inteligenci) nezištně někomu nebo něčemu pomoci (v kladném slova smyslu); nežádoucí je zde ztráta pohodlí, času a energie.
Ne vždy je ochota všemi stranami vnímána jako kladná hodnota. Takovým případem může být ochota činit ústupky v roli voleného zástupce lidu, který se tímto projevem nemusí dočkat přijetí všech svých voličů.